# Lacera alope
Lacera alope is een vlinder uit de familie spinneruilen (Erebidae). De wetenschappelijke naam is voor het eerst geldig gepubliceerd in 1780 door Cramer.
De soort komt voor in tropisch Afrika.